# World Series 1953
Le World Series 1953 sono state la 50ª edizione della serie di finale della Major League Baseball al meglio delle sette partite tra i campioni della National League (NL) 1953, i Brooklyn Dodgers e quelli della American League (AL), i New York Yankees. A vincere il loro sedicesimo titolo furono gli Yankees per quattro gare a due.
Questo fu l'ultimo di una serie record di cinque trionfi consecutivi per gli Yankees. La squadra fu trascinata da Billy Martin che ebbe una media battuta di .500 nella serie, con 12 valide.

## Sommario
New York ha vinto la serie, 4-2.
| Gara | Data         | Risultato                                   | Stadio         | Tempo | Pubblico |
| ---- | ------------ | ------------------------------------------- | -------------- | ----- | -------- |
| 1    | 30 settembre | Brooklyn Dodgers – 5, New York Yankees – 9  | Yankee Stadium | 3:10  | 69.734   |
| 2    | 1º ottobre   | Brooklyn Dodgers – 2, New York Yankees – 4  | Yankee Stadium | 2:42  | 66.786   |
| 3    | 2 ottobre    | New York Yankees – 2, Brooklyn Dodgers – 3  | Ebbets Field   | 3:00  | 35.270   |
| 4    | 3 ottobre    | New York Yankees – 3, Brooklyn Dodgers – 7  | Ebbets Field   | 2:46  | 36.775   |
| 5    | 4 ottobre    | New York Yankees – 11, Brooklyn Dodgers – 7 | Ebbets Field   | 3:02  | 36.775   |
| 6    | 5 ottobre    | Brooklyn Dodgers – 3, New York Yankees – 4  | Yankee Stadium | 2:55  | 62.370   |

## Hall of Famer coinvolti
- Yankees: Casey Stengel (man.), Yogi Berra, Mickey Mantle, Whitey Ford, Johnny Mize, Phil Rizzuto
- Dodgers: Roy Campanella, Pee Wee Reese, Jackie Robinson, Duke Snider, Dick Williams‡

‡ introdotto come manager